# Nintendo World Championships ファミコン世界大会
『Nintendo World Championships ファミコン世界大会』（ニンテンドーワールドチャンピオンシップス ファミコンせかいたいかい、Nintendo World Championships: NES Edition）は、任天堂より2024年7月18日に発売されたNintendo Switch専用ソフト。同日には、ゲームソフトの他にピンバッジやアートボードなどのさまざまな特典が付属した特別セット『Nintendo World Championships ファミコン世界大会 Special Edition』も発売された。
米国任天堂が主催するゲーム競技大会「ニンテンドー・ワールド・チャンピオンシップス」を題材としたゲームである。
開発元はWii Uやニンテンドー3DSで発売された「ファミコンリミックス」シリーズを開発したインディーズゼロが担当している。
テレビCMはよゐこが出演、「よゐこのファミコンでタイムアタック生活」の映像が使用された。

## ゲーム内容
ファミリーコンピュータで任天堂から発売された13作品のゲームソフトの1シーンでタイムアタックを行い、ベストタイムをオンラインランキングで競う。
収録競技は150種類以上。
「ファミコンゲームの1シーンから切り取られたお題の達成に挑戦する」という内容は「ファミコンリミックス」シリーズとの類似が見られるが、本作はお題達成までの速さを自己ベストや世界中のプレイヤーと競うタイムアタック競技に特化した内容となっている。

## モード

### タイムアタック
好きな競技を選んでプレイを行い、ベストタイムを目指す。タイムは10ミリ秒単位で計測され、結果によって評価（S、A++、A+、A、B++、B+、B…）が決まる。
競技によっては、ゲーム画面に操作方法や進むべきルートを示す矢印などのガイドが表示される。
ダメージや落下などでミスとなった場合や、競技に関係のないルートを進んだ場合は自動的にゲームのプレイが巻き戻しされ、ミス直前の場面から即座に再開できる。競技開始から20分を経過すると記録は残らなくなるがプレイは続行可能。また、競技で想定されていない裏技などの使用は禁止プレイとして検知され強制的に競技が再スタートとなるが、その後のアップデートでほとんどの裏技などは修正された。
一度クリアした競技は、次回以降の競技のプレイ中に自己ベストのリプレイ動画が同時に再生される。
プレイすることで入手できる「コイン」を使用し、新しい競技を解放できる。

#### LEGEND競技
高難易度な競技が揃っており、ゲーム内で攻略情報が閲覧できる。この攻略情報は公式サイトでも公開されておりスマートフォンやPCなどからも閲覧ができる。

### 世界ランキング大会モード
毎週5種類の競技で開催され、自分のスコアをオンラインランキングに送信し、世界中のプレイヤーとタイムを競う。競技は期間中に何度も挑戦することができ、期間終了1時間後に世界ランキングと自分の生まれ年ランキングが発表される。

### サバイバル大会モード
世界中のプレイヤーのゴースト（プレイ履歴）と3競技の勝ち抜き戦で対決。競技ごとに下位半数が脱落となる。
『一般部門』と『エリート部門』の難易度の異なる2部門から好きなほうを選ぶことができ、競技は週ごとに変更される。

### プロフィールアイコン
自分のプロフィールアイコンを変更することができる。タイムアタックで入手したコインを使用して隠されたアイコンの解放が可能。

### バッジコレクション
様々な条件を満たすことで獲得できる「バッジ」の閲覧ができる。

### パーティモード
最大8人で同時に競技を行い、その場にいるプレイヤー同士で直接対決できるモード。1台の本体で最大8台のコントローラーを接続して遊べるが、複数本体を使ってのローカル通信やオンライン対戦には対応していない。

## 収録タイトル
いずれも原作の一部シーンのみを切り出した状態でのプレイとなる。ディスクシステムで発売されたゲームも含む。
- スーパーマリオブラザーズ
- ゼルダの伝説
- メトロイド
- ドンキーコング
- 光神話 パルテナの鏡
- スーパーマリオUSA
- エキサイトバイク
- アイスクライマー
- バルーンファイト
- スーパーマリオブラザーズ３
- リンクの冒険
- スーパーマリオブラザーズ2
- 星のカービィ 夢の泉の物語

各収録ゲームは、一部を除いて海外発売（Nintendo Entertainment System）のバージョンを使用している。そのため、一部の競技でゲーム内のメッセージは英語で表示されるほか、国内版とゲームの細かな仕様が異なる場合がある。